# Allanblackia gabonensis
Allanblackia gabonensis là một loài thực vật có hoa thuộc họ Clusiaceae.
Loài này có ở Cameroon và Gabon.
Môi trường sống tự nhiên của chúng là rừng ẩm vùng đất thấp nhiệt đới hoặc cận nhiệt đới.
Chúng hiện đang bị đe dọa vì mất môi trường sống.